# العلاقات النيجرية السويسرية
العلاقات النيجرية السويسرية هي العلاقات الثنائية التي تجمع بين النيجر وسويسرا.

## مقارنة بين البلدين
هذه مقارنة عامة ومرجعية للدولتين:
| وجه المقارنة                                              | النيجر          | سويسرا                                                                                      |
| --------------------------------------------------------- | --------------- | ------------------------------------------------------------------------------------------- |
| المساحة (كم2)                                             | 1.27 مليون      | 41.28 ألف                                                                                   |
| عدد السكان (نسمة)                                         | 21.48 مليون     | 8.21 مليون                                                                                  |
| الكثافة السكانية (ن./كم²)                                 | 16.91           | 198.89                                                                                      |
| العاصمة                                                   | نيامي           | برن                                                                                         |
| اللغة الرسمية                                             | لغة فرنسية      | اللغة الألمانية، اللغة الإيطالية، لغة فرنسية، اللغة الرومانشية، الألمانية السويسرية الموحدة |
| العملة                                                    | فرنك غرب أفريقي | فرنك سويسري                                                                                 |
| الناتج المحلي الإجمالي (بليون دولار)                      | 8.12 مليار      | 678.89 مليار                                                                                |
| الناتج المحلي الإجمالي (تعادل القوة الشرائية) بليون دولار | 19.01 مليار     | 518.07 مليار                                                                                |
| الناتج المحلي الإجمالي الاسمي للفرد دولار أمريكي          | 358             | 80.94 ألف                                                                                   |
| الناتج المحلي الإجمالي للفرد دولار أمريكي                 | 938             | 59.54 ألف                                                                                   |
| مؤشر التنمية البشرية                                      | 0.348           | 0.930                                                                                       |
| رمز المكالمات الدولي                                      | +227            | +41                                                                                         |
| رمز الإنترنت                                              | .ne             | .ch، .swiss ‏                                                                                |
| المنطقة الزمنية                                           | ت ع م+01:00     | توقيت وسط أوروبا، ت ع م+01:00، ت ع م+02:00، أوروبا/زيورخ ‏                                   |

## منظمات دولية مشتركة
يشترك البلدان في عضوية مجموعة من المنظمات الدولية، منها:
| علم المنظمة | اسم المنظمة                               | تاريخ انضمام النيجر | تاريخ انضمام سويسرا |
| ----------- | ----------------------------------------- | ------------------- | ------------------- |
|             | مؤسسة التمويل الدولية                     | 7 يناير 1980        | 29 مايو 1992        |
|             | منظمة حظر الأسلحة الكيميائية              | ?                   | ?                   |
|             | يونسكو                                    | 10 نوفمبر 1960      | 28 يناير 1949       |
|             | البنك الإفريقي للتنمية                    | ?                   | ?                   |
|             | الاتحاد الدولي للاتصالات                  | 14 نوفمبر 1960      | 1866                |
|             | الأمم المتحدة                             | 20 سبتمبر 1960      | 10 سبتمبر 2002      |
|             | منظمة الشرطة الجنائية الدولية             | ?                   | ?                   |
|             | البنك الدولي للإنشاء والتعمير             | 24 أبريل 1963       | 29 مايو 1992        |
|             | الاتحاد البريدي العالمي                   | ?                   | ?                   |
|             | مؤسسة التنمية الدولية                     | 24 أبريل 1963       | 29 مايو 1992        |
|             | منظمة التجارة العالمية                    | ?                   | ?                   |
|             | الفريق المعني برصد الأرض                  | ?                   | ?                   |
|             | المركز الدولي لتسوية المنازعات الاستشارية | 14 ديسمبر 1966      | 14 يونيو 1968       |
|             | وكالة ضمان الاستثمار متعدد الأطراف        | 10 مايو 2012        | 12 أبريل 1988       |

## وصلات خارجية
- موقع وزارة الخارجية السويسرية